# Primer ministro de Baréin
En Baréin, el Primer Ministro es el jefe de gobierno del país. De acuerdo con la Constitución de Baréin, el primer ministro es nombrado directamente por el Rey de Baréin, y no necesita ser un miembro electo del Consejo de Representantes.
Baréin ha tenido solo un primer ministro desde la independencia del país,  Khalifa bin Salman Al Khalifa, el tío del rey Hamad bin Isa al-Jalifa.

## Primeros Ministros de Baréin (1971-Presente)
| # | Nombre (Nacimiento-Muerte)                         | Imagen | Inicio                  | Final                   |
| - | -------------------------------------------------- | ------ | ----------------------- | ----------------------- |
| 1 | Jeque Khalifa bin Salman Al Khalifa (1935 – 2020)  |        | 16 de agosto de 1971    | 11 de noviembre de 2020 |
| 2 | Jeque Salman bin Hamad bin Isa Al Jalifa (1969 – ) |        | 11 de noviembre de 2020 | Presente                |